# Ołeksandr Marczenko
Ołeksandr Mykołajowycz Marczenko (ukr. Олександр Миколайович Марченко, ur. 12 stycznia 1968) – ukraiński wioślarz. Jako reprezentant ZSRR brązowy medalista olimpijski z Seulu.
Brał udział w trzech igrzyskach olimpijskich (IO 88, IO 96, IO 00). Po medal w 1988 sięgnął w dwójce podwójnej. Partnerował mu Wasilij Jakusza. Na mistrzostwach świata, jako reprezentant Ukrainy, zdobył cztery medale w czwórce podwójnej: srebro w 1993, 1994 i 1999 oraz brąz w 1997.